# جورجيا موتا
جورجيا موتا (بالإيطالية: Giorgia Motta)‏: مدافعة كرة قدم إيطالية، وتلعب حاليا لنادي سي إف توريس في دوري الدرجة الأولى الإيطالي  وقد لعبت أيضا لفريق سي إف باردولينو في الدوري الإيطالي وأي دي توريخون في دوري الدرجة الأولى الأسباني. وقد لعبت دوري ابطال أوروبا مع إف باردولينو وسي إف توريس.
وهي لاعبة في المنتخب الوطني الإيطالي للسيدات، وشاركت في تشكيلة المنتخب في بطولة الامم الأوروبية عام 2009.

## وصلات خارجية
- جورجيا موتا على موقع الاتحاد الأوربي (الإنجليزية)
- جورجيا موتا على موقع قاعدة بيانات كرة القدم.إي يو (الإنجليزية)
- جورجيا موتا على موقع Soccerway.com (الإنجليزية)
- جورجيا موتا على موقع عالم كرة القدم.نت (الإنجليزية)

1. ↑  Eurospin Torres signs Giorgia Motta. Sardies.org نسخة محفوظة 22 أبريل 2014 على موقع واي باك مشين.
2. ↑  Profile in Football.it نسخة محفوظة 04 مارس 2016 على موقع واي باك مشين.
3. ↑  Profile in الاتحاد الأوروبي لكرة القدم's website نسخة محفوظة 13 مارس 2013 على موقع واي باك مشين.
4. ↑  Profile نسخة محفوظة 16 يوليو 2012 at Archive.is in UEFA's Euro 2009 archive